# جون أوستر
جون مورغان أوستر (بالإنجليزية: John Oster)‏، من مواليد 8 ديسمبر 1978 في لينكولنشاير في إنجلترا، لاعب كرة قدم ويلزي.
بدأ مسيرته الكروية مع نادي غريبمسي تاون في عام 1994، ولعب معهم حتى عام 1997، وشارك معهم في 23 مباراة وسجل 3 أهداف، وفي عام 1997 انتقل إلى نادي إيفرتون، ولعب معهم حتى عام 1999، وشارك معهم في 40 مباراة وسجل هدف واحد، وفي عام 1999 انتقل إلى نادي سندرلاند، ولعب معهم حتى عام 2005، وشارك معهم في 70 مباراة وسجل 5 أهداف، وفي عام 2001 أعير إلى نادي بارنسلي، ولعب معهم مباراتين، وفي موسم 2002/2003 أعير إلى نادي غريمبسي تاون، ولعب معهم 17 مباراة وسجل 6 أهداف، وفي موسم 2004/2005 أعير إلى نادي ليدز يونايتد، ولعب معهم 8 مباريات وسجل هدف واحد، وفي عام 2005 انتقل إلى نادي بيرنلي، ولعب معهم 15 مباراة وسجل هدف واحد، ومنذ عام 2005 وهو يلعب مع نادي ريدينغ.
و قد بدأ باللعب مع منتخب ويلز لكرة القدم في عام 1997، ولعب معهم حتى عام 2004، وشارك معهم في 13 مباراة.

## مسيرته الكروية
لعب جون أوستر خلال مسيرته الاحترافية مع 11 ناديًا في اثنين وعشرين موسمًا وسجل خلالها 29 هدفًا ضمن 487 مباراة. ولم يفز بأي موسم بالكأس أو بالدوري.
خاض جون أوستر مسيرته مع نادي غريمسبي تاون في موسم 1996–97 ولمدة موسمين، مشاركًا في 41 مباراة سجل خلالها 9 أهداف. ثم انتقل إلى نادي إيفرتون في موسم 1997–98 ولمدة موسمين، حيث شارك في 40 مباراة سجل خلالها هدفًا واحدًا. لينتقل بعدها إلى نادي سندرلاند في موسم 1999–00 في المرة الأولى ولمدة موسمين ثم في موسم 2002–03 واستمر معه طيلة ثلاثة مواسم، مشاركًا طوالها في 68 مباراة سجل خلالها 5 أهداف. ثم انتقل إلى نادي بارنسلي في موسم 2001–02 لمدة موسم واحد، مشاركًا في مباراتين ولم يسجل أي هدف. هذا وانتقل لاحقًا إلى نادي بيرنلي في موسم 2004–05 لمدة موسم واحد، مشاركًا في 15 مباراة سجل خلالها هدفًا واحدًا. ثم انتقل بعدها إلى نادي ريدنغ في موسم 2005–06 واستمر معه طيلة ثلاثة مواسم، مشاركًا في 76 مباراة سجل خلالها هدفين. ليعود وينتقل من جديد، لكن هذه المرة إلى نادي كريستال بالاس في موسم 2008–09 لمدة موسم واحد، مشاركًا في 31 مباراة سجل خلالها 3 أهداف. لينتقل بعدها إلى نادي دونكاستر روفرز في موسم 2009–10 واستمر معه طيلة ثلاثة مواسم، مشاركًا في 111 مباراة سجل خلالها هدفين. ثم لعب في نادي بارنت في موسم 2012–13 لمدة موسم واحد، مشاركًا في 28 مباراة سجل خلالها هدفين أيضًا. ليعود ويرتحل عنه إلى نادي غيتزهد في موسم 2013–14 ولمدة موسمين، مشاركًا في 67 مباراة سجل خلالها 3 أهداف.

## روابط خارجية
- جون أوستر على موقع قاعدة بيانات كرة القدم.إي يو (الإنجليزية)
- جون أوستر على موقع ناشيونال فوتبول تيمز (الإنجليزية)
- جون أوستر على موقع Soccerbase.com (لاعب) (الإنجليزية)
- جون أوستر على موقع عالم كرة القدم.نت (الإنجليزية)
- جون أوستر على موقع كووورة